# Goran Sablić
Goran Sablić (* 8. Oktober 1979 in Split) ist ein ehemaliger kroatischer Fußballspieler und -trainer.

## Karriere
Sablić begann 1998 seine Profikarriere bei Hajduk Split, wo er bereits in der Jugend spielte. In seinen fünf Jahren bei Split konnte er einmal kroatischer Meister und zwei Mal kroatischer Pokalsieger werden. 2003 verpflichtete ihn sein jetziger Verein Dynamo Kiew. In der Saison 2007/08 spielte der Kroate leihweise bei seinem früheren Klub Hajduk Split, da er bei Kiew nach einigen Verletzungen seinen Stammplatz verloren hatte. Mit Kiew gewann der Innenverteidiger bisher drei Mal die ukrainische Meisterschaft und vier Mal den ukrainischen Pokal.
Sablić debütierte im April 2002 für die kroatische Nationalmannschaft beim Spiel gegen Bosnien-Herzegowina und bestritt bis zu seinem letzten Spiel 2006 insgesamt fünf Länderspiele.
Im Jahr 2013 übernimmt er kommissarisch seine erste Station als Trainer bei RNK Split. Nach nur 2 Spielen wechselt er ins Management, bevor er 2015 nach diversen Stationen in der Jugendabteilung erneut Cheftrainer wird.
2017 folgt die Trennung von RNK Split und er übernimmt Siroki Brijeg.
Nach längerer Auszeit übernimmt er im Dezember 2020 die 2. Mannschaft von HNK Hajduk Split.

## Erfolge
- Ukrainische Meisterschaft: 2003, 2004, 2007
- Ukrainischer Pokal: 2003, 2005, 2006, 2007
- Ukrainischer Superpokal: 2006
- Kroatische Meisterschaft: 2001
- Kroatischer Pokal: 2000, 2003